# ذاكرة قراءة فقط قابلة للبرمجة والمسح الكهربائي
ذاكرة القراءة القابلة للمسح هي نوع من الذاكرات القابلة للبرمجة والمسح كهربائيا.

## ذاكرة الكمبيوتر
أنواع ذاكرات القراءة فقط EEPROM (Electrically erasable programmable read only memory) المستخدمة في الحاسب هي:

## كيف تعملذواكرrom
نقطة التقاء السطر مع العمود في الـRAM نجد ترانزستور بينما نقطة التقاء السطر مع العمود في ROM سنجد diode
-في حال قام الديود بوصل السطر مع العمود ستكون محتوى الخلية 1
-في حال لم يتصل السطر مع العمود بالتالي فإن محتوى الخلية 0

## أنواع الـROM

### EEPROM
يوجد أمرين مشتركين بين هذه الأنواع :
-البيانات لا تضيع عند قطع التيار الكهربائي كما يحدث في RAM
-البيانات لا يمكن تغييرها باستخدام وسائل خاصة

## الذاكرة EEPROM
Electrically Erasable Programmable Read-Only Memory
تتميز هذه الذاكرة :
-يمكن الكتابة على الرقاقة دون إزالتها من مكانها
-يمكن تغيير جزء محدود من الرقاقة دون محوها كلها
-تغيير المحتويات لا يحتاج إلى أدوات خاصة أو أجهزة
-يمكن تغيير محتويات الخلايا باستخدام برنامج يتحكم بالمجال الكهربائي للخلية ويقوم بشحنها أو تفريغها حسب الطلب
-الكتابة(التفريغ أو الشحن) يتم على مستوى الخلية أي بالتدريج كل مرة بايت واحد مما يجعلها بطيئة جداً

## كيفية استخدام الـEEPROM في المعالجات
تستعمل لحفظ المعلومات الهامة كحفظ معلومات البرامج أو حفظ اعدادات البيوس حيث أنها تحتفظ بمعلوماتها عند قطع التيار الكهربائي
يوجد في الـPIC أربع مسجِّلات تستخدم في الوصول إلى ذاكرة الـ EEPROM، هذه المسجلات هي :

### مسجل EEDATA
يستخدَم كمسجِّل مؤقَّت لتخزين المعطيات التي نريد إيصالها إلى EEPROM.

### مسجل EEADR
يستخدم لتخزين عنوان لموقِع في الـ EEPROM والذي نريد القراءة منه أو الكتابة فيه.

### مسجل EECON1
يحوي هذا المسجل على كل خانات التحكم اللازمة للكتابة أو القراءة في الـ EEPROM.

### مسجل EECON2
هو مسجِّل خاص يمكِّنكَ من كتابة المعطيات.
12121212121212

## مثال توضيحيّ

### عملية القراءة
حتى تتم عملية القراءة من الـ EEPROM بكل بساطة يجب عليك أن تجعل PIC يعرف أيَّ موقِع تريد القراءة منه، لأنَّه يوجد 64 منها يمكن للمعالِج أن يخزِّنَ فيها.!
إذاً، أوّلُ شيء لا بُدَّ أن تقوم بهِ هو كتابة عنوان الموقِع الذي تُريد القراءة منه، وذلك في المسجِّل EEADR ؛ على سبيل المثال أنت تريد القراءة من الموقع الثالث، في هذه الحالة استخدم التعليمات التالية :
MOVLW 2h
movwf EEADR
و لكِّن لحظة !.. كُنت تريد القراءة من الموقع الثالث، لماذا إذن وضعنا القيمة H2 ؟ …
إذن تذكّر، العنوان 0 (0h) هو الموقِع الأوّل، والعنوان 63 (3Fh)هو الموقع الـ 64.. إذن هذه الذاكرة تبدأ مواقعها من 0 وليس من 1.
والآن حتى تعرف الـ PIC أنّكَ تريد فعلاً قراءة قيمة من الـ EEPROM فلا بُدَّ من تفعيل واحدة من خانات التحكُّم الخاصة بالمسجِّل EECON1، هذه الخانة الخاصة هي : RD (الخانة رقم 0) وهي اختصار لكلمة READ (قراءة).
المسجِّل EECON1 موجود في الصفحة 1 من الـ RAM وبالتالي قبل الوصول إليه لا بُدَّ من تفعيل الخانة RP0 في مسجِّل الـ STATUS (مسجِّل الحالة) :
bsf status، RP0
و للقراءة من الموقِع قم بتفعيل الخانة RD إلى القيمة 1 :
bsf EECON1، RD
عندما نقوم بجعل قيمة RD مساوية لـ 1 فإنّ الـ PIC ترى آلياً القيمة الموجودة في EEADR وتستخدمها كعنوان لذاكرة EEPROM التي ستقوم بالقراءة منها، وبعد قراءة الموقع توضع المعطيات في المسجِّل EEDATA وعندما يتُّم ذلكَ يتم إرجاع الخانة RD إلى 0 مجدداً.
كل ما سبق يتُّم أثناء تنفيذ التعليمة :
bsf EECON1، RD
المعطيات الآن موجودة في EEDATA ويمكننا أن نعمل بها ما نشاء، هذا المسجِّل موجود في الصفحة 0 من ذاكرة RAM وبالتالي لا بُدَّ أن نمحي الخانة RP0 في STATUS قبل الوصول إليه :
bcf STATUS، RP0
movf EEDATA، W
فيما يلي مجموعة التعليمات اللازمة للقراءة من EEPROM :
```
h1 movlw
```

EEADR movwf
STATUS، RP0 bsf
EECON1، RD bsf
STATUS، RP0 bcf
EEDATA، W movf
نضع هذه التعليمات في إجرائية SUBROUTINE بمنتهى السهولة، وكل ما نحتاجه لاستخدامها هو وضع عنوان الـ EEPROM في المسجِّل W، وبعد تنفيذ هذه الإجرائية فإنَّ القيمة التي سترجعها سوف يتم وضعها في المسجِّل W :
EEADR movwf EepRead
STATUS، RP0 bsf
EECON1، RD bsf
STATUS، RP0 bcf
EEDATA، W movf
return
لاستخدام هذه الإجرائية قم بشحن المسجِّل W بالعنوان ثم قم باستدعائها..
بفرض أنك تريد القراءة بشكل مستمر من EEPROM وكتابة المعطيات على الـ PORT B فهناك طريقة تمكنِّكَ من فِعل ذلك :
EEADR clrf
EepRead call EEloop
PORTB movwf
EEADR incf
d'64' movlw
EEADR، W xorwf
STATUS، Z btfss
EEloop goto
إن إجرائية EepRead قد لا تُنَفَّذ بشكل جيد إذا لم تكُن حذِراً..هل يُمكنِكَ تخمين سبب ذلك ؟؟ ما الذي يجري عندما تكون الخانة RP0 في المسجِّل STATUS لها قيمة '1 ' في الوقت الذي يتُّم فيه استدعاء الإجرائية ؟؟..
الإجابة على هذين التساؤلين كالتالي : لن يتُّم الوصول إلى المسجِّل EEADR، والمسجِّل EECON1 سيكون في البرنامج الذي نستخدم فيه كلا صفحتي RAM، وبالتالي يجب أن نعرف جيداً أننّا في الصفحة الصحيحة.. إذا لم تكُن واثقاً في أي صفحة أنت تعمل عند استدعاء الإجرائيّة EepRead، فقم قبل أي شيء بتصفير الخانة RP0 داخل الإجرائية كالتالي :
STATUS، RP0 bcf EepRead
EEADR movwf
STATUS، RP0 bsf
EECON1، RD bsf
STATUS، RP0 bcf
EEDATA، W movf
return
هذا بالفِعل مثال رائِع لتوضيح دور الخانة RP0 في العملية.. يُمكِنُكَ من خلاله ملاحظة عدد مرات استخدامها، وإنَّ هذه الإجرائية لن تعمل بدونها.

### عملية الكتابة
إن الكتابة في الـ EEPROM أمر أصعب قليلاً، هنا يُفترَض بكَ كتابة سِلسلة من التعليمات الخاصة في كُلِّ مرة تريدُ فيها كتابة معطيات في تلك الذاكرة، وإذا لم تُفلِح في ذلك، فإنَّكَ لن تكون قادراً على كتابة أي مُعطيات على الإطلاق..!
أولُ شيء ستقومُ بهِ هو شحن المسجِّل EEADR بعنوان الموقِع الذي تريد الكتابة فيه، كذلك لا بُدَّ أن تشحن المسجِّل EEDATA بقيمة المعطيات التي تُريدُ تخزينها.. بفرض أنَّك تريد كتابة القيمة 0x45 في الموقِع الأوَّل.. إذَن قم بكتابة ما يلي :
0h movlw
EEADR movwf
0x45 movlw
EEDATA movwf
الترتيب غير ضروري في كتابة التعليمات السابقة (شحن المسجِّلات). الآن حتى نُعلِمَ الـ PIC أننّا نريد كتابة قيمة في الـ EEPROM، فإننا نحتاج لتفعيل بعض الخانات الخاصّة في المسجِّل EECON1، أحد هذه الخانات الخاصة هي WT (الخانة 1) وهي اختصار لـ WRITE (كتابة). والخانة الأُخرى هي WREN (الخانة 2) وهي اختصار لـ WRITE ENABLE (تأهيل القراءة)، تبدو هاتان الخانتان متشابهتين، ولكِّن في الحقيقة لهما وظيفتان مختلفتان قليلاً.
قبل أن تتُّم الكتابة يجب تأهيل WREN أي جعلها'1'، في حال كانَت 0 فإنّ الـ PIC لن تكتُبَ شيئاً من المعطيات حتى لو طُلِبَ مِنها ذلِك. المسجِّل EECON1 متوضِّع في الصفحة 1 من ذاكرة الـ RAM وبالتالي للوصول إليه سوف نضع الخانةRP0 في المسجِّل STATUS على الوضع '1' كالتالي :
STATUS، RP0 bsf
ولتفعيل الكتابة قم فقط بتأهيل WREN أي جعله'1' :
EECON1، WREN bsf
لجعل الـ PIC تبدأ بالكتابة في الـ EEPROM لا بُدَّ من استخدام التعليمات السابقة، بل لا بُدَّ من كتابتها بنفس الشكل الذي ورَدَت فيه تماماً، وبنفس الترتيب حتماً..
إضافة للخانة WREN فإنَّ هذه السلسلة من التعليمات تعتبر عامِل أمان ضد أخطاء القراءة. إن المسجِّل EECON2 هو أيضاً في الصفحة 1 من الـ RAM، والخانة RP0 قد تمَّ وضعها على 1 مسبقاً، أي لا داعي لإعادة ذلك مرةً أُخرى..
0x55 movlw
EECON2 movwf
0xAA movlw
EECON2 movwf
EECON1، WT bsf
بعد تنفيذ هذه التعليمات، وبِجعلِكَ الخانة WT مساوية '1'، فإنَّ الـ PIC سوف ترى القيمة المخزَّنة في EEADR على أنَّها عنوان موقع الـ EEPROM الذي ستكتُب فيه، كما أنَّها ترى القيمة المخزَّنة في EEDATA على أنَّها المعطيات التي ستكتبها.
إنَّ عملية الكتابة التي تقوم بِها الـPIC في الـ EEPROM تأخُذُ وقتاً، وذلِكَ بسبب طبيعة هذه الذاكرة. إنَّ سرعة القراءة من الـ EEPROM من مرِتبة سرعة القراءة من الـ RAM الاعتيادية ولكِن الذي يأخُذ وقتاً هو الحاجة لتخزين المعطيات بشكل مؤقت إلى أن تُكتَب مِن جديد.
بعد أن تُنهي الـ PIC كتابة المعطيات في الموقِع المعتبر، فإنَّ الخانة WT تعود آلياً لتأخُذ الوضع'0' والعَلَم EEIF يأخذ القيمة'1'.
إن الزمن الذي تستغرقه عمليّة الكتابة عادة ما يكون 10ms (أي 10 أجزاء من ألف من الثانية) هذا لا يبدو كثيراً، إلا أنه زمن طويل نسبياً في أبجدية المعالِجات الصِغَريّة.. إنَّ الـPIC التي تعمل على ساعة بسُرعة 4 MHz قادرة على تنفيذ 10.000 تعليمة بنفس الزمن الذي تستغرقه عملية كتابة واحِدة.
لاحِظ أنَّه ليس بإمكانِك كتابة بايت (BYTE) آخر في EEPROM حتى تنتهي الـ PIC من كتابة الكلمة الأخيرة، ولنفرِض جدلاً أنَّك حاولت ذلك فأُؤكِد لك إنَّك لن تجني إلا الأخطاء ؛ ولمعرفة هل أنهى المعالِج دورة الكتابة أم لا.. لدينا طريقتين.. الأولى تتمثَّل بفحص الخانة WR هل هي '1'.. والطريقة الثانية هي باستخدام المقاطَعات